# Liste der Einträge im National Register of Historic Places im Kane County (Illinois)

Lage des Kane County in Illinois

Die Liste der Einträge im National Register of Historic Places im Kane County in Illinois führt alle Bauwerke und historischen Stätten im Kane County auf, die in das National Register of Historic Places aufgenommen wurden.

## Legende
| NRHP | Historic Place    |
| HD   | Historic District |

## Aktuelle Einträge
| [ 2 ] | Name                                                         | Bild                                                         | Eintragsdatum                | Lage | Ort                                     | Beschreibung |
| ----- | ------------------------------------------------------------ | ------------------------------------------------------------ | ---------------------------- | --- | --------------------------------------- | --- |
| 1     | Arcada Theater Building                                      | Arcada Theater Building                                      | 1994 ID-Nr. 94000977         | 105 East Main Street und 1st Avenue 41° 54′ 49″ N, 88° 18′ 43″ W                                                                      | St. Charles                             | |
| 2     | Aurora College Complex                                       | Aurora College Complex                                       | 1984 ID-Nr. 84001126         | 347 South Gladstone Avenue 41° 45′ 17″ N, 88° 20′ 52″ W                                                                               | Aurora                                  | |
| 3     | Aurora Elks Lodge No. 705                                    | Aurora Elks Lodge No. 705                                    | 1980 ID-Nr. 80001369         | 77 South Stolp Avenue 41° 45′ 23″ N, 88° 19′ 2″ W                                                                                     | Aurora                                  | |
| 4     | Batavia Institute                                            | Batavia Institute                                            | 1976 ID-Nr. 76000712         | 333 South Jefferson Street 41° 50′ 40″ N, 88° 18′ 59″ W                                                                               | Batavia                                 | |
| 5     | William Beith House                                          | William Beith House                                          | 1983 ID-Nr. 83003575         | 6 Indiana Street 41° 54′ 40″ N, 88° 18′ 46″ W                                                                                         | St. Charles                             | |
| 6     | Campana Factory                                              | Campana Factory                                              | 1979 ID-Nr. 79000841         | Entlang der IL 31 und der Campana Road 41° 51′ 54″ N, 88° 18′ 58″ W                                                                   | Batavia                                 | 1936 im Stil der Streamline-Moderne gebautes Fabrikgebäude des Kosmetikherstellers The Campana Company |
| 7     | Campton Town Hall                                            | Campton Town Hall                                            | 1980 ID-Nr. 80001378         | Westlich von Wasco an der Town Hall Road und der IL 64 41° 55′ 56″ N, 88° 25′ 45″ W                                                   | Campton Hills                           | |
| 8     | Central Geneva Historic District                             | Central Geneva Historic District                             | 1979 ID-Nr. 79000845         | Abgegrenzt durch den Fox River, die 6th Street und die West State Street 41° 53′ 8″ N, 88° 18′ 30″ W                                  | Geneva                                  | |
| 9     | Chicago, Burlington, & Quincy Roundhouse and Locomotive Shop | Chicago, Burlington, & Quincy Roundhouse and Locomotive Shop | 1978 ID-Nr. 78001154         | Broadway und Spring Street 41° 45′ 39″ N, 88° 18′ 30″ W                                                                               | Aurora                                  | Der Lokschuppen der Chicago and Aurora Railroad (später Chicago, Burlington and Quincy Railroad) war von 1856 bis 1974 der größte Arbeitgeber von Aurora. Nach der Stilllegung wurde der Gebäudekomplex umgebaut und beherbergt heute Restaurants, ein Museum und eine Freilichtbühne |
| 10    | Chicago, Burlington, and Quincy Railroad Depot               | Chicago, Burlington, and Quincy Railroad Depot               | 1979 ID-Nr. 79000842         | 155 Houston Street 41° 51′ 5″ N, 88° 18′ 37″ W                                                                                        | Batavia                                 | 1854 im neugotischen Stil errichtete Bahnstation; heute ein Museum |
| 11    | City Building                                                | City Building                                                | 1979 ID-Nr. 79000847         | 15 North Riverside Avenue 41° 54′ 51″ N, 88° 18′ 46″ W                                                                                | St. Charles                             | |
| 12    | Col. Ira C. Copley Mansion                                   | Col. Ira C. Copley Mansion                                   | 1978 ID-Nr. 78001155         | 434 West Downer Place 41° 45′ 33″ N, 88° 19′ 27″ W                                                                                    | Aurora                                  | |
| 13    | Country Tea Room                                             | Country Tea Room                                             | 1999 ID-Nr. 99000164         | 14N630 IL 25 42° 4′ 36″ N, 88° 15′ 36″ W                                                                                              | Dundee Township                         | Historisches Restaurant an der IL 25 |
| 14    | Dundee Township Historic District                            | Dundee Township Historic District                            | 7. März 1975 ID-Nr. 75000666 | Beiderseits des Fox River 42° 6′ 7″ N, 88° 16′ 55″ W                                                                                  | East Dundee West Dundee Carpentersville | |
| 15    | Durant House                                                 | Durant House                                                 | 1976 ID-Nr. 76000714         | Nordwestlich von St. Charles abseits der Dean Street 41° 55′ 38″ N, 88° 20′ 50″ W                                                     | St. Charles Township                    | |
| 16    | Dutch Mill                                                   | Dutch Mill                                                   | 1979 ID-Nr. 79000843         | Nördlich von Batavia abseits der IL 25 41° 52′ 17″ N, 88° 18′ 19″ W                                                                   | Batavia                                 | |
| 17    | Elgin Academy                                                | Elgin Academy                                                | 1976 ID-Nr. 76000713         | 350 Park Street 42° 2′ 29″ N, 88° 16′ 40″ W                                                                                           | Elgin                                   | |
| 18    | Elgin Historic District                                      | Elgin Historic District                                      | 1983 ID-Nr. 83000318         | Abgegrenzt durch Villa Street, Center Street, Park Street, North Liberty Street und South Channing Street 42° 2′ 11″ N, 88° 16′ 28″ W | Elgin                                   | |
| 19    | Elgin National Watch Company Observatory                     | Elgin National Watch Company Observatory                     | 1994 ID-Nr. 94000976         | 312 Watch Street 42° 1′ 48″ N, 88° 16′ 24″ W                                                                                          | Elgin                                   | |
| 20    | Elgin Tower Building                                         | Elgin Tower Building                                         | 2002 ID-Nr. 02000542         | 100 East Chicago Street 42° 2′ 22″ N, 88° 17′ 4″ W                                                                                    | Elgin                                   | |
| 21    | Elizabeth Place                                              | Elizabeth Place                                              | 2008 ID-Nr. 08000398         | 316 Elizabeth Place 41° 52′ 46″ N, 88° 18′ 39″ W                                                                                      | Geneva                                  | |
| 22    | Fabyan Villa                                                 | Fabyan Villa                                                 | 1984 ID-Nr. 84001128         | 1511 South Batavia Avenue 41° 52′ 16″ N, 88° 18′ 43″ W                                                                                | Geneva                                  | |
| 23    | Fire Barn 5                                                  | Fire Barn 5                                                  | 1991 ID-Nr. 91001002         | 533 St. Charles Road 42° 1′ 32″ N, 88° 16′ 10″ W                                                                                      | Elgin                                   | |
| 24    | First Methodist Church of Batavia                            | First Methodist Church of Batavia                            | 1982 ID-Nr. 82002546         | 355 1st Street 41° 50′ 54″ N, 88° 18′ 50″ W                                                                                           | Batavia                                 | |
| 25    | First Universalist Church                                    | First Universalist Church                                    | 1980 ID-Nr. 80001374         | 55 Villa Street 42° 2′ 10″ N, 88° 16′ 48″ W                                                                                           | Elgin                                   | |
| 26    | Fox River House                                              | Fox River House                                              | 1976 ID-Nr. 76000710         | 166 West Galena Street 41° 45′ 32″ N, 88° 19′ 4″ W                                                                                    | Aurora                                  | |
| 27    | GAR Memorial Building                                        | GAR Memorial Building                                        | 1984 ID-Nr. 84001130         | 23 East Downer Place 41° 45′ 24″ N, 88° 18′ 56″ W                                                                                     | Aurora                                  | |
| 28    | Garfield Farm and Tavern                                     | Garfield Farm and Tavern                                     | 1978 ID-Nr. 78001156         | W of St. Charles at IL 38 and Garfield Rd. 41° 54′ 36″ N, 88° 24′ 1″ W                                                                | Campton Hills                           | |
| 29    | Geneva Country Day School                                    | Geneva Country Day School                                    | 1989 ID-Nr. 89001111         | 1250 South Street 41° 52′ 59″ N, 88° 19′ 13″ W                                                                                        | Geneva                                  | |
| 30    | Gifford-Davidson House                                       | Gifford-Davidson House                                       | 1980 ID-Nr. 80001375         | 363-365 Prairie Street 42° 2′ 3″ N, 88° 16′ 39″ W                                                                                     | Elgin                                   | |
| 31    | Graham Building                                              | Graham Building                                              | 1982 ID-Nr. 82002543         | 33 South Stolp Avenue 41° 45′ 26″ N, 88° 18′ 57″ W                                                                                    | Aurora                                  | |
| 32    | Gray–Watkins Mill                                            | Gray–Watkins Mill                                            | 1979 ID-Nr. 79000846         | 211 North River Street 41° 43′ 46″ N, 88° 20′ 25″ W                                                                                   | Montgomery                              | |
| 33    | Mrs. A. W. Gridley House                                     | Mrs. A. W. Gridley House                                     | 1993 ID-Nr. 92001850         | 637 North Batavia Avenue 41° 51′ 36″ N, 88° 18′ 49″ W                                                                                 | Batavia                                 | |
| 34    | Healy Chapel                                                 | Healy Chapel                                                 | 1985 ID-Nr. 85000361         | 332 West Downer Place 41° 45′ 33″ N, 88° 19′ 23″ W                                                                                    | Aurora                                  | |
| 35    | Holy Cross Church                                            | Holy Cross Church                                            | 1999 ID-Nr. 99000587         | 14 North Van Buren Street 41° 51′ 1″ N, 88° 18′ 10″ W                                                                                 | Batavia                                 | |
| 36    | Hotel Arthur                                                 | Hotel Arthur                                                 | 2005 ID-Nr. 04001300         | 2-4 North Broadway 41° 45′ 33″ N, 88° 18′ 47″ W                                                                                       | Aurora                                  | |
| 37    | Hotel Aurora                                                 | Hotel Aurora                                                 | 1982 ID-Nr. 82002544         | 2 North Stolp Avenue 41° 45′ 30″ N, 88° 18′ 54″ W                                                                                     | Aurora                                  | |
| 38    | Hotel Baker                                                  | Hotel Baker                                                  | 1978 ID-Nr. 78001157         | 100 West Main Street 41° 54′ 49″ N, 88° 18′ 54″ W                                                                                     | St. Charles                             | |
| 39    | Joel H. Hubbard House                                        | Joel H. Hubbard House                                        | 2011 ID-Nr. 11000244         | 304 North 2nd Avenue 41° 54′ 59″ N, 88° 18′ 43″ W                                                                                     | St. Charles                             | |
| 40    | Hunt House                                                   | Hunt House                                                   | 1982 ID-Nr. 82000397         | 304 Cedar Avenue 41° 54′ 54″ N, 88° 18′ 38″ W                                                                                         | St. Charles                             | |
| 41    | Keystone Building                                            | Keystone Building                                            | 1980 ID-Nr. 80001370         | 30 South Stolp Avenue 41° 45′ 26″ N, 88° 18′ 57″ W                                                                                    | Aurora                                  | |
| 42    | LaSalle Street Auto Row Historic District                    | LaSalle Street Auto Row Historic District                    | 1996 ID-Nr. 96000856         | 56-84 LaSalle Street und 57-83 South LaSalle Street 41° 45′ 18″ N, 88° 18′ 48″ W                                                      | Aurora                                  | |
| 43    | Library Hall                                                 | Library Hall                                                 | 1973 ID-Nr. 73000709         | 21 North Washington St. 42° 6′ 37″ N, 88° 17′ 16″ W                                                                                   | Carpentersville                         | |
| 44    | Masonic Temple                                               | Masonic Temple                                               | 1982 ID-Nr. 82002545         | 104 South Lincoln Avenue 41° 45′ 12″ N, 88° 18′ 46″ W                                                                                 | Aurora                                  | |
| 45    | Memorial Washington Reformed Presbyterian Church             | Memorial Washington Reformed Presbyterian Church             | 1980 ID-Nr. 80001376         | Westlich von Elgin an der West Highland Road 42° 3′ 51″ N, 88° 23′ 28″ W                                                              | Elgin                                   | |
| 46    | North Geneva Historic District                               | North Geneva Historic District                               | 1982 ID-Nr. 82002549         | Abgegrenzt durch die Eisenbahnschienen, den Fox River, die Stevens Street und die West State Street 41° 53′ 23″ N, 88° 18′ 30″ W      | Geneva                                  | |
| 47    | Oaklawn Farm                                                 | Oaklawn Farm                                                 | 1979 ID-Nr. 79000848         | Army Trail Road und Dunham Road 41° 57′ 2″ N, 88° 16′ 10″ W                                                                           | Wayne                                   | |
| 48    | Old Second National Bank                                     | Old Second National Bank                                     | 1979 ID-Nr. 79000840         | 37 South River Street 41° 45′ 28″ N, 88° 19′ 6″ W                                                                                     | Aurora                                  | |
| 49    | Paramount Theatre                                            | Paramount Theatre                                            | 1980 ID-Nr. 80001371         | 23 East Galena Boulevard 41° 45′ 25″ N, 88° 18′ 54″ W                                                                                 | Aurora                                  | |
| 50    | Ora Pelton House                                             | Ora Pelton House                                             | 1982 ID-Nr. 82002548         | 214 South State Street 42° 1′ 49″ N, 88° 17′ 1″ W                                                                                     | Elgin                                   | |
| 51    | Riverbank Laboratories                                       | Riverbank Laboratories                                       | 2003 ID-Nr. 03001204         | 1512 Batavia Avenue 41° 52′ 18″ N, 88° 18′ 50″ W                                                                                      | Geneva                                  | |
| 52    | St. Charles Hospital                                         | St. Charles Hospital                                         | 2010 ID-Nr. 10000312         | 400 East New York Street 41° 45′ 24,6″ N, 88° 18′ 26,7″ W                                                                             | Aurora                                  | |
| 53    | St. Charles Municipal Building                               | St. Charles Municipal Building                               | 1991 ID-Nr. 91000087         | 2 East Main Street 41° 54′ 50″ N, 88° 18′ 46″ W                                                                                       | St. Charles                             | |
| 54    | St. Mary’s Church of Gilberts                                | St. Mary’s Church of Gilberts                                | 1992 ID-Nr. 92001018         | 10 Mattesen Street 42° 6′ 23″ N, 88° 22′ 30″ W                                                                                        | Gilberts                                | |
| 55    | Ephraim Smith House                                          | Ephraim Smith House                                          | 1980 ID-Nr. 80001377         | NE of Sugar Grove 41° 47′ 12″ N, 88° 26′ 52″ W                                                                                        | Sugar Grove Township                    | |
| 56    | Spring–Douglas Historic District                             | Spring–Douglas Historic District                             | 2000 ID-Nr. 00000410         | Spring Street und Douglas Avenue zwischen River Bluff Road und Kimball Avenue 42° 3′ 3″ N, 88° 17′ 4″ W                               | Elgin                                   | |
| 57    | Stearns–Wadsworth House                                      | Stearns–Wadsworth House                                      | 1982 ID-Nr. 82002547         | 1 South 570 Bliss Road 41° 50′ 40″ N, 88° 24′ 26″ W                                                                                   | Blackberry Township                     | |
| 58    | Stolp Island Historic District                               | Stolp Island Historic District                               | 1986 ID-Nr. 86001487         | Stolp Island 41° 45′ 27″ N, 88° 18′ 56″ W                                                                                             | Aurora                                  | |
| 59    | Stolp Woolen Mill Store                                      | Stolp Woolen Mill Store                                      | 1983 ID-Nr. 83000319         | 2 West Downer Place 41° 45′ 25″ N, 88° 18′ 59″ W                                                                                      | Aurora                                  | |
| 60    | William A. Tanner House                                      | William A. Tanner House                                      | 1976 ID-Nr. 76000711         | 304 Oak Avenue 41° 45′ 49″ N, 88° 19′ 6″ W                                                                                            | Aurora                                  | |
| 61    | Teeple Barn                                                  | Teeple Barn                                                  | 1979 ID-Nr. 79000844         | Nordwestlich von Elgin an der Randall Road 42° 4′ 39″ N, 88° 20′ 6″ W                                                                 | Elgin                                   | |
| 62    | United Methodist Church of Batavia                           | United Methodist Church of Batavia                           | 1983 ID-Nr. 83000320         | 8 North Batavia Avenue 41° 51′ 2″ N, 88° 18′ 42″ W                                                                                    | Batavia                                 | |
| 63    | Andrew Weisel House                                          | Andrew Weisel House                                          | 1982 ID-Nr. 82002550         | 312 North 2nd Avenue 41° 54′ 59″ N, 88° 18′ 42″ W                                                                                     | St. Charles                             | |
| 64    | West Side Historic District                                  | West Side Historic District                                  | 1986 ID-Nr. 86001484         | Abgegrenzt durch West Downer Place, Lake Street, Garfield Avenue und South Highland Street 41° 45′ 11″ N, 88° 19′ 31″ W               | Aurora                                  | |
| 65    | Louise White School                                          | Louise White School                                          | 1980 ID-Nr. 80001373         | Washington Avenue 41° 51′ 3″ N, 88° 18′ 14″ W                                                                                         | Batavia                                 | |
| 66    | Judge Isaac Wilson House                                     | Judge Isaac Wilson House                                     | 1985 ID-Nr. 85000978         | 406 East Wilson Street 41° 51′ 0″ N, 88° 18′ 4″ W                                                                                     | Batavia                                 | |
| 67    | Wing Park Golf Course                                        | Wing Park Golf Course                                        | 2009 ID-Nr. 09000027         | 1000 Wing Street 42° 2′ 50,9″ N, 88° 18′ 16,6″ W                                                                                      | Elgin                                   | |

## Frühere Einträge
| [ 2 ] | Name                                              | Bild | Eintragsdatum        | Lage                                                         | Ort         | Beschreibung                     |
| ----- | ------------------------------------------------- | ---- | -------------------- | ------------------------------------------------------------ | ----------- | -------------------------------- |
| 1     | Aurora Watch Factory                              |      | 1986 ID-Nr. 86001009 | 603 – 621 LaSalle Street 41° 44′ 41,5″ N, 88° 19′ 22,8″ W    | Aurora      | 1995 aus dem Register gestrichen |
| 2     | Elgin Milk Condensing Co./Illinois Condensing Co. |      | 2003 ID-Nr. 85000267 | Brook Street und Water Street 42° 2′ 52,6″ N, 88° 17′ 4,1″ W | Elgin       |                                  |
| 3     | Old Hotel                                         |      | 2002 ID-Nr. 89001464 | 241 Main Street 41° 59′ 17,1″ N, 88° 26′ 28,7″ W             | Sugar Grove |                                  |